# 羅茲基達伊利夫卡
50°14′25″N 29°2′42″E / 50.24028°N 29.04500°E
羅茲基達伊利夫卡（烏克蘭語：Розкидайлівка）是烏克蘭北部的村莊，隸屬日托米爾州的日托米爾區。該村面積0.33平方公里，海拔高度189米，2001年人口68，人口密度每平方公里206.69人。